# Peder Jensen Lodehat

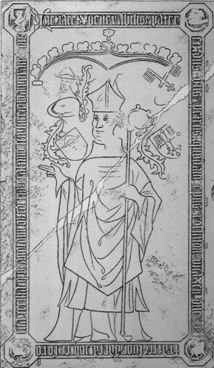
Grabstein Peder Jensens im Dom zu Roskilde. Der Hut ist im Wappen schwach erkennbar.

Peder Jensen Lodehat, latinisiert Petrus Johannis Lodehat († 19. Oktober 1416) war ein dänischer Bischof und enger Vertrauter der Regentin Margarethe I.

## Leben
Seine Eltern, sein Geburtsort und sein Geburtsdatum sind nicht bekannt.
Er gehörte einem Adelsgeschlecht aus Seeland an. Dieses führte in seinem Wappen einen Männerkopf mit einer runden Kopfbedeckung ähnlich einem Judenhut. Daher stammte auch ihr Beiname, den die Familienmitglieder selbst nie benutzten. Peder Jensen wird das erste Mal im November 1375 erwähnt, als Margarethe I. den Kanoniker Peder Jensen unmittelbar nach dem Tod seines Vaters im Dom zu Roskilde mit Landbesitz in Udby belehnt. 1382 verschaffte sie ihm das Bistum Växjö. Es gehörte zu ihrer Politik, die Bistümer mit gut ausgebildeten Männern des niederen Adels zu besetzen, die ihr dann treu ergeben waren. Ihr politisches Ziel war es, eine möglichst breite loyale Unterstützung für die Wahl ihres Sohnes Olav zum König zu gewinnen.
Als 1386 das Bistum Aarhus vakant wurde, wurde Peder Jensen dorthin versetzt. Im folgenden Jahr beteiligte er sich als dänischer Reichsrat an der Wahl Margarethes I. zum „bevollmächtigten Vormund des Reiches“. Von da an blieb er bis zu ihrem Tod als Freund und Ratgeber an ihrer Seite. 1395 übernahm er das Bistum Roskilde, wurde Reichskanzler und verwahrte das Reichssiegel.
Er nahm 1395 an wichtigen Unionstreffen in Helsingborg und auf Lindholmen und im folgenden Jahr an der Zusammenkunft mit Gerhard VI. in Assens teil, als die Frage der Lehnsverpflichtungen der Schaumburger gegenüber dem neugewählten König Erich erstmals aufkam. 1397 besiegelte er mit anderen den Unionsvertrag von Kalmar. Er unterstützte mit den Mitteln seines Bistums Margarethe auch finanziell. 1401 hatte er gegen diese eine Darlehensforderung von mindestens 40.000 Lübische Mark und bekam Skanør und Falsterbo mit den dazugehörenden Zolleinnahmen als Pfand, das 1407 wieder eingelöst wurde. Er kümmerte sich besonders um das von Margarethe gegründete Nonnenkloster der Dominikaner der Heiligen Agnethe (Agnes) in Gaunø. Er wurde auch damit betraut, die großen finanziellen Stiftungen Margaretes für Kirchen, Klöster und Arme in allen drei Reichen zu verwalten. Im Juli 1413 fällte er das Urteil auf dem Lehnsgericht in Nyborg gegen den holsteinischen Adel und erklärte die Familie von Heinrich III. von Schauenburg-Holstein des Lehens von Schleswig wegen Rechtsbruchs für verlustig.

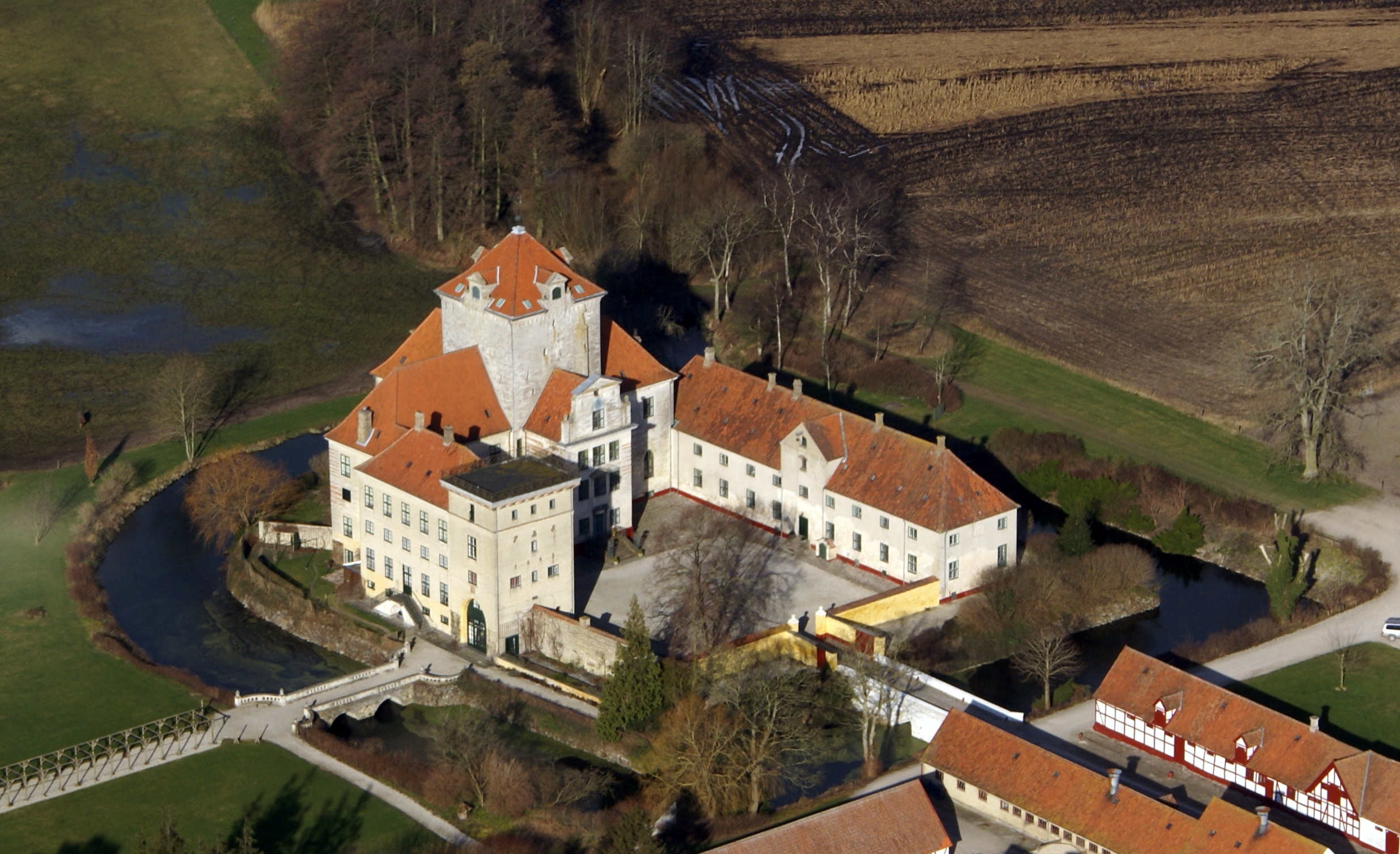
Burg Gjorslev

Um 1396 baute er die 1370 vom Bistum Roskilde erworbene Burg Gjorslev in Holtug Sogn aus; der Wohnturm erhielt vier Seitenflügel in der Form eines lateinischen Kreuzes. Die Anlage ist noch erhalten, jedoch wurden später Seitenflügel angebaut und die Fassaden barock überformt. 
Neben seinem politischen Wirken setzte er sich auch für die kirchlichen Belange ein. Im Dom zu Aarhus stiftete er einen Altar zum Heiligen Kreuz und im Dom zu Roskilde baute er eine Kapelle, die dem Heiligen Siegfried, dem Schutzpatron von Växjö, geweiht war.